# Fabiano Eller
Fabiano Eller, właśc. Fabiano Eller dos Santos (ur. 16 listopada 1977 w Linhares) – piłkarz brazylijski występujący na pozycji środkowego obrońcy. Ma 183 centymetrów wzrostu oraz 77 kilogramów wagi.

## Kariera
Fabiano Eller karierę piłkarską zaczynał dość późno. Swoje pierwsze kroki zanotował w miejscowym Linhares Sport Club, w którym grał od 1994 do 1995 roku. Talent jeszcze wtedy niespełna osiemnastoletniego dos Santosa dostrzegła drużyna CR Vasco da Gama, która bez najmniejszego namysłu namówiła rodzinę i samego piłkarza na zawodowy futbol. Rozgrywając w nim aż pięć sezonów zagrał w trzydziestu pięciu spotkaniach i zdobył trzy bramki. Następnie był graczem innego brazylijskiego klubu, a mianowicie SE Palmeiras. Nic wielkiego tam nie zawojował, ale na następny transfer nie czekał długo. Sprowadzono go do CR Flamengo. Ciesząc się dużą sympatią trenera rozegrał okrągłą liczbę pięćdziesięciu meczów, w czym strzelił dwa razy do bramki rywali. Przez karierę Fabiano Ellera przeplatały się również taki kluby jak Al-Wakra, Fluminense FC, Trabzonspor oraz SC Internacional. Z tym ostatnim odniósł największe sukcesy.
W 2006 roku wygrał Copa Libertadores i klubowe mistrzostwa świata pokonując w finale wielką FC Barcelonę tylko 1:0. Obecnie związany jest z Atlético Madryt. Trener Javier Aguirre sprowadził go na początku bieżącego roku, a kontrakt obowiązuje do 2009 roku. Dos Santos świetny debiut w nowym zespole zaliczył 11 marca z drużyną Deportivo La Coruña. Oprócz tego, że rozegrał całe spotkanie to zostało ono wygrane 2:0. Na pierwsze trafienie nie musiał czekać zbyt długo. 8 kwietnia 2007 roku, podczas 29 piłkarskiej kolejki Primera División przeciwko drużynie Villarrealu zdobył jedynego i zwycięskiego w tym spotkaniu gola, stając się tym samym bohaterem spotkania.